# Fito & Fitipaldis
Fito y los Fitipaldis sind eine spanische Rockband, die 1998 von Adolfo „Fito“ Cabrales gegründet wurde, um Lieder zu spielen, die nicht zum Stil seiner Hauptband, Platero y Tú, passten. Fito & Fitipaldis spielen eine Mischung aus Rockmusik, Soul und Swing.

## Diskografie

### Alben
| Jahr | Titel                                        | Höchstplatzierung, Gesamtwochen, AuszeichnungChartsChartplatzierungen (Jahr, Titel, Platzierungen, Wochen, Auszeichnungen, Anmerkungen) | Anmerkungen                                   |
| Jahr | Titel                                        | ES | Anmerkungen                                   |
| ---- | -------------------------------------------- | --- | --------------------------------------------- |
| 1998 | A puerta cerrada                             | ES61 ×2Doppelplatin · (26 Wo.)ES | Erstveröffentlichung: 23. Oktober 1998        |
| 2003 | Lo más lejos, a tu lado                      | ES19 ×5Fünffachplatin · (232 Wo.)ES | Erstveröffentlichung: 1. September 2003       |
| 2001 | Los sueños locos                             | ES30 ×2Doppelplatin · (39 Wo.)ES | Erstveröffentlichung: 19. Oktober 2001        |
| 2005 | Vivo … para contarlo                         | ES17 Platin · (16 Wo.)ES | Erstveröffentlichung: 17. Mai 2005 Livealbum  |
| 2006 | Por la boca vive el pez                      | ES1 ×7Siebenfachplatin · (131 Wo.)ES | Erstveröffentlichung: 11. September 2006      |
| 2008 | 2 son multitud                               | ES2 (25 Wo.)ES | Erstveröffentlichung: 25. März 2008 Livealbum |
| 2008 | 1998–2008 – Todas sus grabaciones en estudio | ES30 (14 Wo.)ES | Kompilation; mit Calamaro                     |
| 2009 | Antes de que cuente diez                     | ES1 ×2Doppelplatin · (96 Wo.)ES |                                               |
| 2014 | En directo desde el teatro Arriaga           | ES2 Gold · (60 Wo.)ES | Erstveröffentlichung: 4. März 2014 Livealbum  |
| 2014 | Huyendo conmigo de mi                        | ES1 ×3Dreifachplatin · (103 Wo.)ES | Erstveröffentlichung: 28. Oktober 2014        |
| 2017 | Fitografia                                   | ES2 Platin · (105 Wo.)ES | Erstveröffentlichung: 10. November 2017       |
| 2021 | Cada vez cadáver                             | ES1 Platin · (82 Wo.)ES | Erstveröffentlichung: 24. September 2021      |

grau schraffiert: keine Chartdaten aus diesem Jahr verfügbar

### Singles
| Jahr | Titel Album                                      | Höchstplatzierung, Gesamtwochen, AuszeichnungChartsChartplatzierungen (Jahr, Titel, Album, Platzierungen, Wochen, Auszeichnungen, Anmerkungen) | Anmerkungen                                       |
| Jahr | Titel Album                                      | ES | Anmerkungen                                       |
| --- | ------------------------------------------------ | --- | ------------------------------------------------- |
| 2009 | Soldadito marinero Antes de que cuente diez      | ES38 ×7Siebenfachplatin · (6 Wo.)ES |                                                   |
| 2009 | Antes de que cuente diez                         | ES8 ×4Vierfachplatin · (33 Wo.)ES | Erstveröffentlichung: 18. August 2009             |
| 2014 | Entre la espada y la pared Huyendo conmigo de mi | ES9 Platin · (24 Wo.)ES |                                                   |
| 2014 | Cerca de las vias Huyendo conmigo de mi          | ES43 (1 Wo.)ES |                                                   |
| 2014 | Lo que sobra de mí Huyendo conmigo de mi         | ES39 (1 Wo.)ES |                                                   |
| 2022 | Camiseta de rokanrol –                           | ES61 ×2Doppelplatin · (2 Wo.)ES | Erstveröffentlichung: 24. Februar 2022 mit Estopa |
| Folgende Lieder erschienen nicht als Single, wurden aber durch das Album zum Download und Streaming bereitgestellt und konnten somit eine Platzierung erlangen: |                                                  | |                                                   |
| |                                                  | |                                                   |
| 2025 | Por la boca vive el pez                          | ES75 ×6Sechsfachplatin · (… Wo.)ES |                                                   |

Weitere Singles
- 1998: Mirando al cielo
- 1998: Trozos de cristal
- 1999: Rojitas las orejas
- 2001: Para toda la vida
- 2002: A la luna se le ve el ombligo
- 2003: La casa por el tejado (ES: ×4Vierfachplatin )
- 2003: Un buen castigo
- 2003: Feo
- 2003: Las nubes de tu pelo (ES: Gold)
- 2004: Siempre estoy soñando
- 2004: Whisky barato
- 2005: Quiero beber hasta perder el control
- 2008: Me equivocaría otra vez (ES: ×3Dreifachplatin )
- 2010: Los huesos de los besos
- 2010: Me acordé de ti
- 2010: Viene y va (mit Andres Calamaro, ES: Gold)
- 2014: Garabatos (ES: Platin)
- 2017: Entre dos mares (ES: Gold)
- 2021: A quemarropa (ES: Gold)
- 2021: Cada vez cadáver (ES: Gold)
- 2021: Cielo hermético (ES: Platin)

## Auszeichnungen für Musikverkäufe
Anmerkung: Auszeichnungen in Ländern aus den Charttabellen bzw. Chartboxen sind in ebendiesen zu finden.
| Land/RegionAuszeichnungen für Musikverkäufe (Land/Region, Auszeichnungen, Verkäufe, Quellen) | Gold     | Platin       | Verkäufe  | Quellen                 |
| -------------------------------------------------------------------------------------------- | -------- | ------------ | --------- | ----------------------- |
| Spanien (Promusicae)                                                                         | 6× Gold6 | 53× Platin53 | 3.270.000 | elportaldemusica.es ES2 |
| Insgesamt                                                                                    | 6× Gold6 | 53× Platin53 |           |                         |